# Livro de Naum

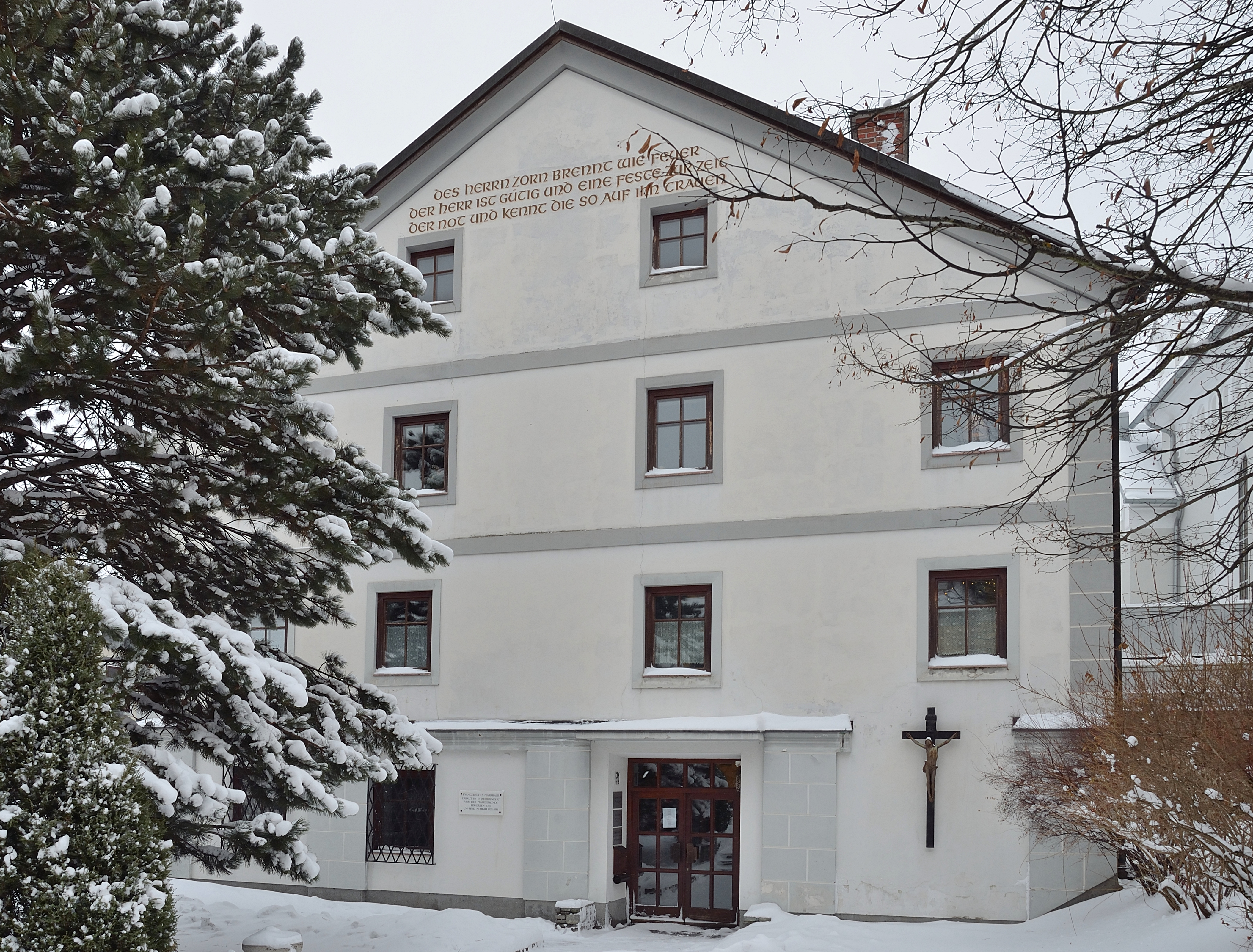
“A ira do Senhor arde como fogo. O Senhor é amável e um refúgio em momentos de angústia, e conhece os que confiam nele.” Naum 1:6-7. Casa pastoral luterana em Schladming, Styria, Áustria. Em alemão.

O livro de Naum é um livro do Velho Testamento da Bíblia Cristã, vem depois do livro de Miqueias e antes do Livro de Habacuque e da Tanakh judaica. Ele permanece em sétimo na ordem entre o que é conhecido como os doze Profetas Menores.
Este livro é uma "pronúncia contra Nínive", capital do Império Assírio. Para os crentes, o cumprimento histórico daquela pronúncia profética atestaria a autenticidade do livro. O livro teria sido escrito algum tempo depois de a cidade egípcia de Nô-Amom (Tebas) sofrer uma derrota no Século VII a.C. e completado antes da predita destruição de Nínive em 632 a.C..
Teólogos divergem sobre a data em que foi escrito o Livro de Naum, alguns entendem que é pouco posterior ao saque de Tebas em 663 AC, outros entendem que a profecia é pouco anterior à conquista de Nínive em 612 AC.
Na história antiga, como na moderna, as grandes potências se sucedem e lutam na ânsia de dominar o mundo e os homens. Este livro contém a visão da queda de um desses impérios: a Assíria, o leão que enchia a toca de caça (2:13), o opressor de Israel (1:12-13). É um canto do oprimido que sentia a que libertação se aproximava, porque o Império que dominava as nações estava prestes a vir abaixo.
Um salmo inicial mostra Javé como juiz que age na história (1:2-8). Ele é apresentado como o Deus ciumento e vingador, cheio de furor (1:2) e ao mesmo tempo como o Deus bom, o abrigo para os que são perseguidos (1:7). Já nesse salmo, Javé aparece como o Senhor de tudo e de todos, oprimidos e opressores, mas de maneira diferente.
Nas sentenças seguintes (1:9-2:1), dirigidas alternadamente ao oprimido (Judá) e ao opressor (Assíria), Javé também se apresenta alternadamente, como vingador e bom.
A ruína de Nínive, capital da Assíria (2:2-3:19), é descrita de maneira grandiosa e sem meios-termos, não deixando dúvidas sobre quem destrói a capital sanguinária e idólatra: é o próprio Deus (2:14; 3:5).
Naum deixa claro que os grandes poderes do mundo não são eternos. Por mais que dominem e amontoem, por mais que oprimam e humilhem os pequenos, um dia eles ruirão como Nínive. Aliás, desaparecerão da história justamente porque agem dessa maneira. Sobre todos os opressores obstinados pesa o julgamento implacável de Deus, que toma o partido dos oprimidos.
É uma obra da época em que a compreensão de Deus estava associada a um nacionalismo violento, compreensão essa que vai ser superada a partir de obras do tempo do Exílio na Babilônia, como os capítulos 40 a 55 do Livro de Isaías, e pela pregação de Jesus relatada nos Evangelhos.
Esse opúsculo alimentou as esperanças humanas de Israel em 612 AC, mas a alegria foi efêmera, pois a ruína de Jerusalém também estava próxima.